# Nikon D100

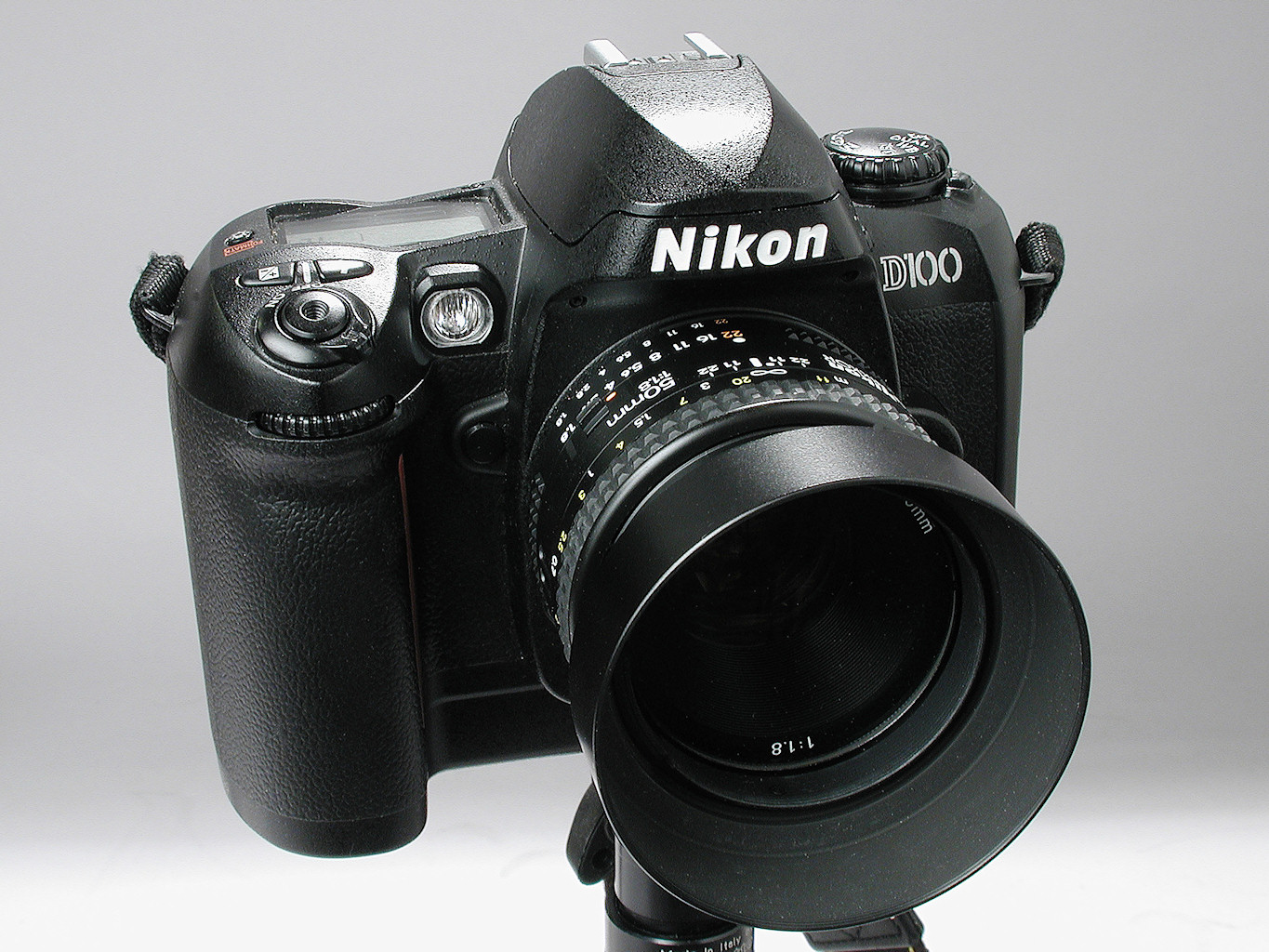
Nikon D100

Nikon D100 je již nevyráběná poloprofesionální digitální zrcadlovka. Byla uvedena 21. února 2002 na PMA Annual Convention and Trade Show jako přímý konkurent pro Canon D60. S doporučenou koncovou cenou $1 999 bez objektivu to byla teprve druhá 6Mp digitální zrcadlovka, která prolomila hranici 2 000 dolarů, po Canonu D60.
I když označení typu D100 naznačuje, že fotoaparát je digitální verzí modelu Nikon F100, design fotoaparátu víc připomíná Nikon F80, který je víc spotřebitelsky orientovaný fotoaparát jako profesionální Nikon F100. Cena fotoaparátu klesla pod $1 699 v květnu 2003 a pod $1 499 v prosinci 2003. Na jaře 2004 Nikon vydal D70, která nabídla obdobné funkce jako D100, ale za ještě nižší cenu $999. I přesto Nikon vyráběl D100 ještě do roku 2005, kdy uvedl více odolného a profesionálněji zaměřeného nástupce, Nikon D200.